# Караказелівка

Караказе́лівка — село в Україні, у Ганнівській сільській громаді Новоукраїнського району Кіровоградської області. Населення становить 92 осіб.

## Населення
Згідно з переписом УРСР 1989 року чисельність наявного населення села становила 99 осіб, з яких 44 чоловіки та 55 жінок.
За переписом населення України 2001 року в селі мешкала 91 особа.

### Мова
Розподіл населення за рідною мовою за даними перепису 2001 року:
| Мова       | Кількість | Відсоток |
| ---------- | --------- | -------- |
| українська | 87        | 94.57%   |
| російська  | 4         | 4.34%    |
| вірменська | 1         | 1.09%    |
| Усього     | 92        | 100%     |

## Історія
Землі села Караказелівка були роздані в 1781 році: в Новопавлівському повіті землі розміром 1500 десятин при вершині річки Чорного Ташлика за течією з правої сторони отримала лікарша Ганна Степанівна Аксеніусова. Розвитком цих земель Ганна Аксеніусова займалася не дуже активно, можливо, через купівлю в 1793 році 4500 десятин землі біля річки Корабельної.
В 1784 році зазначалося, що в Ольвіопольському повіті у лікарші Аксеніусової є 1460 десятин зручної землі та 40 десятин незручної. Та земля на цей момент ще не заселена. В архівних документах зустрічаються записи про лікаря Аксеніуса, який мав декілька ділянок землі в Новомиргородському, Кальниболотському, Надлакському шанцях та інших місцях. Тому вірогідно, що перші переселенці в Караказелівку були з його власних земель. 
Після поселення перших жителів, слобода періодично змінює свою назву в метричних записах, адже частіше використовувалася прив'язка до власника земель, а не власної назви слободи. В 1804-1806 роках в сповідальних списках згадується як слобода Лікарші ("слобода Лекарши" - рос.). Серед родин в списках значаться такі прізвища: Волошин, Стеценко, Верхочук, Слободяник, Поганський, Оприщенко, Рудий, Бабак, Трояненко, Кожухарь, Рип'ях, Сердечний, Ткаченко.
В 1806 році управляючим записаний Григорій Бородський. Але він та частина жителів цієї слободи викреслені зі списків, можливо, через переселення.
В 1808 році ця слобода вже записана як Степанівка померлої колежської асесорші Аксеніусової ("помершей колежской ассесорши Аксениусовой" - рос.).  Прізвища в списках на той рік: Ткаченко, Чабан, Гуренко, Реп'яхова, Куценко, Слободяник, Несетра, Оприщенко, Рудий, Сопляченко, Котик, Сташенко, Волошин, Єфименко, Трояненко.
В 1810 році вже під іншою назвою - слобода вбитої поміщиці Аксеніусової Ганнівка ("слобода убитой помещицы Аксениусовой Анновка" - рос.) під керівництвом економа підпорутчика Івана Булатова. Та в 1811 році записано коротше: Ганнівка поміщиці Ганни Полицької ("деревня Анновка помещицы Анны Полицкой" - рос.).
А вже з 1815 року ця слобода належить поміщику штабс-капітану Івану Григоровичу Караказелю. Серед жителів села значаться такі родини: Буренко, Карпенко, Рудевка, Дерев'янченко, Антоненко, Сташенко, Кривко, Волошин, Куленко, Євфименко, Зенченко, Євоненко, Кот, Сопляк, Слободяник, Іваненко, Гура, Чабан.
В 1817 році слобода згадується знову під назвою Степанівка.
Але вже в 1820-30 роках вона частіше називається Караказелівкою або Караказелєве та Ганнівкою. Архів ДАКірО, фонд 190
Село належало до приходу Церкви Покрови Пресвятої Богородиці, с.Бежбайраки Єлисаветградського повіту Херсонської губернії.
В 1832 році в сповідальних списках з'явилися нові прізвища Стародуб, Шевченко, Стрижикоза.  

## Відомі люди
Уродженцем села є Герой Радянського Союзу В. Д. Чорноморець (1924—1943).